# Louis-Marie Billé
Louis-Marie Billé (1938–2002) là một Hồng y người Pháp của Giáo hội Công giáo Rôma. Ông từng đảm nhận vai trò Hồng y Đẳng Linh mục Nhà thờ SS. Trinità al Monte Pincio, Tổng giám mục đô thành Tổng giáo phận Lyon trong 4 năm, từ năm 1998 đến năm 2002.
Vốn là một giáo sĩ trong vai trò lãnh đạo giáo hội địa phương, ông từng đảm trách nhiều vai trò khác nhau trước khi tiến đến trở thành Tổng giám mục đô thành Lyon, như: giám mục chính tòa Giáo phận Laval (1984–1995), Tổng giám mục đô thành Tổng giáo phận Aix (1995–1998). Ngoài lãnh đạo các giáo phận được bổ nhiệm, ông còn đảm nhận vị trí quan trong tại Hội đồng giám mục quốc gia như: Chủ tịch Hội đồng Giám mục Pháp (1996–2001). Ông được vinh thăng Hồng y ngày 21 tháng 2 năm 2001, bởi Giáo hoàng Gioan Phaolô II.

## Tiểu sử
Hồng y Józef Glemp sinh ngày 18 tháng 2 năm 1938 tại Fleury-lès-Aubrais, Pháp. Sau quá trình tu học dài hạn tại các cơ sở chủng viện theo quy định của Giáo luật, ngày 25 tháng 3 năm 1962, Phó tế Billé, 24 tuổi, tiến đến việc được truyền chức linh mục. Tân linh mục là thành viên linh mục đoàn Giáo phận Luçon.
Sau 22 năm thi hành các công việc mục vụ với thẩm quyền và cương vị của một linh mục, ngày 10 tháng 3 năm 1989, Tòa Thánh loan tin Giáo hoàng đã quyết định tuyển chọn linh mục Louis-Marie Billé, 46 tuổi, gia nhập Giám mục đoàn Công giáo Hoàn vũ, với vị trí được bổ nhiệm là giám mục chính tòa Giáo phận Laval. Lễ tấn phong cho vị giám mục tân cử được tổ chức sau đó vào ngày 19 tháng 5 cùng năm, với phần nghi thức chính yếu được cử hành cách trọng thể bởi 3 giáo sĩ cấp cao, gồm chủ phong là Giám mục Charles-Auguste-Marie Paty, giám mục chính tòa Giáo phận Luçon; hai vị giáo sĩ còn lại, với vai trò phụ phong, gồm có giám mục Paul-Louis Carrière, nguyên giám mục chính tòa Giáo phận Laval và Giám mục Jacques Louis Antoine Marie David, giám mục phụ tá Tổng giáo phận Bordeaux. Tân giám mục chọn cho mình khẩu hiệu: SCIO CUI CREDO.
Sau khoảng thời gian 11 năm được chọn làm giám mục, Giám mục Billé được Tòa Thánh thăng Tổng giám mục, qua việc bổ nhiệm giám mục này làm Tổng giám mục đô thành Tổng giáo phận Aix. Thông báo về việc bổ nhiệm này được công bố cách rộng rãi vào ngày 5 tháng 5 năm 1995. Ba năm sau đó, Tòa Thánh lại quyết định thuyên chuyển ông đến nhiệm sở mới là Tổng giáo phận Lyon, đảm đương trọng trách tương tự tại nhiệm sở cũ, Tổng giám mục đô thành. Thông báo về việc bổ nhiệm được công bố vào ngày 10 tháng 7 năm 1998.
Bằng việc tổ chức công nghị Hồng y năm 2001 được cử hành chính thức vào ngày 21 tháng 2, Giáo hoàng Gioan Phaolô II đưa ra quyết định vinh thăng Tổng giám mục Louis-Marie Billé tước vị danh dự của Giáo hội Công giáo, Hồng y. Tân Hồng y thuộc Đẳng Hồng y Linh mục và Nhà thờ Hiệu tòa được chỉ định là Nhà thờ S. Pietro in Vincoli. Năm tháng sau đó, Tòa Thánh quyết định thay đổi nhà thờ Hiệu tòa cho ông thành SS. Trinità al Monte Pincio, từ ngày 22 tháng 7 năm 2001. Tân Hồng y đã cử hành các nghi thức nhận nhà thờ hiệu tòa của mình vào ngày 5 tháng 1 năm 2002.
Ngoài lãnh đạo các giáo phận được bổ nhiệm, ông còn đảm nhận vị trí quan trong tại Hội đồng giám mục quốc gia như chức vụ Chủ tịch Hội đồng Giám mục Pháp trong 5 năm, từ năm 1996 đến năm 2001.
Ông qua đời ngày 12 tháng 3 năm 2012, thọ 64 tuổi.